# Robert Amirian (polityk)
Robert Amirian (orm. Ռոբերտ Ամիրյան, ur. 2 września 1928 w Wagharszapacie, zm. 9 marca 2008 w Erywaniu) – radziecki i armeński technolog, metalurg i polityk, Bohater Pracy Socjalistycznej (1971).

## Życiorys
W 1946 ukończył ze złotym medalem szkołę średnią nr 10 w Erywaniu i rozpoczął studia na Wydziale Budowy Maszyn Erywańskiego Instytutu Politechnicznego, który ukończył w 1951 ze specjalnością technologa-budowniczego maszyn. Od 1951 pracował jako inżynier mechanik w erywańskiej fabryce lamp elektrycznych, w 1953 został członkiem KPZR. W 1954 został głównym inżynierem w erywańskiej fabryce lamp elektrycznych, 1959-1961 był dyrektorem erywańskiej fabryki techniki oświetleniowej, a 1961-1966 dyrektorem erywańskiej fabryki lamp elektrycznych. Od 1969 do 1985 był dyrektorem Armeńskiej Fabryki Maszyn Elektrycznych "Armelektrozawod" im. Lenina, później dyrektorem generalnym Zjednoczenia Produkcyjnego "Armelektromasz" Ministerstwa Przemysłu Elektrotechnicznego ZSRR w Erywaniu. W latach 1985–1986 był ministrem przemysłu spożywczego Radzieckiej SRR, później do rozpadu ZSRR przewodniczącym Państwowego Komitetu Gazyfikacji Armeńskiej SRR, a po reorganizacji dyrektorem generalnym zjednoczenia produkcyjnego Armgaz przy Radzie Ministrów Armeńskiej SRR/Republiki Armenii. Był członkiem KC Komunistycznej Partii Armenii, 1967-1990 pełnił mandat deputowanego do Rady Najwyższej Armeńskiej SRR od 7 do 12 kadencji, 1968-1985 był przewodniczącym Komisji Planowo-Budżetowej Armeńskiej SRR. Od 1990 do 1995 był przewodniczącym Centralnej Komisji Wyborczej Armenii, a 1996-1999 wiceministrem gospodarki rolnej Armenii.

## Odznaczenia i nagrody
- Medal Sierp i Młot Bohatera Pracy Socjalistycznej (20 kwietnia 1971)
- Order Lenina (20 kwietnia 1971)
- Order Czerwonego Sztandaru Pracy (8 sierpnia 1966)
- Nagroda Państwowa Armeńskiej SRR (1975)

I medale.